# روزا مخیتاریان
روزا مخیتاریان (ارمنی: Ռոզա Մխիթարյան؛ زادهٔ ۶ سپتامبر ۱۹۳۱) بازیگر سینما و تئاتر اهل ارمنستان است.

## زندگی‌نامه
وی در ۶ سپتامبر ۱۹۳۱ در آرتسوابرد، شهرستان شامشادیان به دنیا آمد و از آکادمی دولتی هنرهای زیبای ارمنستان فارغ‌التحصیل شد. وی برنده جوایزی همچون مدال موسس خورناتسی (۲۰۰۴)، هنرمند مردمی جمهوری ارمنستان (۲۰۰۸) و مدال طلای وزارت فرهنگ جمهوری ارمنستان است.